# Ruiven
Ruiven est une ancienne commune néerlandaise de la Hollande-Méridionale.
Entre 1812 et 1817, la commune était déjà pour une première fois réunie à Pijnacker. Le 1er janvier 1846, la commune est supprimée et rattachée définitivement à Pijnacker.
Le nom d'une aire de service, le long de l'autoroute A13 rappelle cette ancienne commune.

## Source
- (nl) Ad van der Meer et Onno Boonstra, Repertorium van Nederlandse gemeenten 1812-2006, DANS Data Guide 2, La Haye, 2006